# Cidinho Teixeira
Cidinho Teixeira, nome artístico de Milcíades Teixeira (Rio Grande, 14 de agosto de 1942) é um pianista, compositor e arranjador brasileiro.

## Carreira
Começou sua carreira musical aos 15 anos, com um piano e acordeão virtuoso. Mudou-se para o Rio de Janeiro, onde estabeleceu um nome sólido no cenário musical, excursionando e gravando com artistas como Gilberto Gil, Simone, Gal Costa, Eliana Pittman e com o seu próprio grupo, Som Tropical, com o qual gravou pela Polygram Records. 
Sua vasta experiência internacional inclui viagens à Alemanha, França, Portugal, Venezuela, México, Panamá, Argentina, Uruguai, Itália e uma turnê na África com Gilberto Gil. Desde que radicou-se nos Estados Unidos, Cidinho foi muito procurado para realizar shows em casas noturnas brasileiras e festivais de jazz. Com sua irmã, a vocalista Vera Mara e o guitarrista Paul Meyers, ele coliderou uma as bandas mais populares do Brasil em Nova Iorque, chamada Terra Brasil.
Um mestre de muitos gêneros e um compositor prolífico, Cidinho já apareceu em dezenas de gravações como 
solista e como sideman. Em uma turnê pela Europa, ele tocou com os lendários Johnny Alf e Alaíde Costa. Cidinho lançou um livro de instrução: Brazilian Rhythms for the Keyboard.
É autor do livro Brazilian Rhythms on the Keyboard, que ensina como adquirir ritmo ao piano, e levou nove anos para ficar pronto.
Mora a mais de 30 anos nos Estados Unidos, em Clark, no estado de Nova Jersey.